# Močile (Chorwacja)
Močile – wieś w Chorwacji, w żupanii primorsko-gorskiej, w mieście Vrbovsko. W 2011 roku liczyła 88 mieszkańców.